# Élections sénatoriales de 2011 en Nouvelle-Calédonie
Les élections sénatoriales en Nouvelle-Calédonie ont lieu le dimanche 25 septembre 2011. Elles ont pour but d'élire les sénateurs représentant le département au Sénat pour un mandat de six années ; la Nouvelle-Calédonie n'étant pas un département d'outre-mer, elle est considérée comme un territoire avec des statuts spécifiques ce qui lui permet d'envoyer en France métropolitaine des députés et des sénateurs pour la représenter.

## Contexte local
Lors des élections sénatoriales du 23 septembre 2001 en Nouvelle-Calédonie, le sortant Simon Loueckhote est réélu sénateur pour un second mandat. Alors militant du Rassemblement pour la Calédonie dans la République (RPCR, devenu en 2004 le Rassemblement-UMP) et membre du groupe du Rassemblement pour la République (RPR) puis de l'Union pour un mouvement populaire (UMP), il a quitté le Rassemblement-UMP en 2006 pour prendre la présidence du Rassemblement pour la Calédonie (RPC) de Jacques Lafleur avant de créer son propre parti, le Mouvement de la diversité (LMD), en 2008. 
Depuis, tous les effectifs du collège électoral des grands électeurs ont été renouvelés, avec les élections législatives de 2007, les élections municipales de 2008 et les élections provinciales de 2009.

## Sénateur sortant
Le sénateur sortant (depuis 1992) est Simon Loueckhote (LMD) qui, non investi par le parti présidentiel, renonce le 15 septembre 2011 à briguer un troisième mandat.

## Présentation des candidats
Les nouveaux représentants sont élus pour une législature de 6 ans au suffrage universel indirect par les 524 grands électeurs du territoire. En Nouvelle-Calédonie, les sénateurs sont élus au scrutin majoritaire à deux tours. Compte tenu de l'évolution démographique de la population française, leur nombre change en 2011, passant d'1 à 2 sénateurs.
Le dépôt des candidatures s'est clos le 16 septembre 2011 à 18 heures. Dix candidats se sont présentés. 

### Rassemblement-UMP - UMP
Le 28 juin 2011, la commission d'investiture de l'Union pour un mouvement populaire (UMP) présente les candidats du parti majoritaire sur le plan national, tous deux issus du Rassemblement-UMP, qui confirme ce choix le 3 août suivant : 
- Pierre Frogier, député de la 2e circonscription de Nouvelle-Calédonie depuis 1996, président de l'Assemblée de la Province Sud depuis 2009, élu au Congrès de la Nouvelle-Calédonie depuis 1985 et président du Rassemblement-UMP depuis 2005, signataire de l'accord de Nouméa.
- Hilarion Vendégou, grand-chef (depuis 1974) et maire (depuis 1989) de l'Île des Pins, élu à l'Assemblée de la Province Sud et au Congrès de la Nouvelle-Calédonie depuis 2009.

Les suppléantes sont :
- Isabelle Champmoreau, 2e adjointe au maire de Nouméa chargée de la jeunesse, des écoles et des constructions publiques depuis 2008, suppléante de Pierre Frogier.
- Ghislaine Arlie, maire de Farino depuis 2001, élue à l'Assemblée de la Province Sud et au Congrès de la Nouvelle-Calédonie depuis 2009, suppléante d'Hilarion Vendégou.

Le 22 septembre 2011, L'Avenir ensemble annonce apporter son soutien à ces candidats.

### Calédonie ensemble
Le 20 août 2011, lors d'un conseil politique réuni à Koné, Calédonie ensemble a désigné et présenté ses deux candidats aux élections sénatoriales :
- Gérard Poadja, porte-parole de Calédonie ensemble, unique élu de la liste « Une Province pour tous » en Province Nord et au Congrès (dont il est l'un des questeurs à partir de 2011) depuis 2009, fut déjà membre de ces deux assemblées mais sous étiquette RPCR de 1999 à 2004.
- Philippe Dunoyer, porte-parole de Calédonie ensemble, membre du gouvernement de la Nouvelle-Calédonie depuis 2009, il en est successivement porte-parole et chargé de la santé, de la famille, de la solidarité, du handicap, du suivi de la construction du Médipôle de Koutio, des questions relatives au logement et des relations avec le Congrès de 2009 à 2011, puis du transfert de la circulation aérienne et maritime, de la préparation des transferts de compétences prévus dans l'article 27 de la loi organique de 1999 et de la réglementation des professions libérales et des officiers publics et ministériels de mars à juin 2011, et de la fonction publique, de la qualité du service public, de la simplification administrative, de la rénovation de la fonction publique et à nouveau du suivi de la construction du Médipôle de Koutio depuis juin 2011.

Les suppléantes sont :
- Corine Voisin, maire de La Foa depuis 2008, élue à l'Assemblée de la Province Sud et au Congrès depuis 2004, suppléante de Gérard Poadja.
- Hélène Iekawé, secrétaire générale adjointe de Calédonie ensemble, membre du gouvernement de la Nouvelle-Calédonie depuis 2011, chargée de la météorologie depuis mars 2011, de la gestion et de la conservation des Ressources naturelles de la ZEE, de l'environnement et du développement durable depuis juin 2011 et de l'enseignement primaire public depuis août 2011, ancienne élue de l'Assemblée de la Province Sud de 2004 à 2011 et du Congrès de 2009 à 2011, suppléante de Philippe Dunoyer.

### FLNKS (hors Palika)
Le 3 septembre 2011, le bureau politique élargi du Front de libération nationale kanak et socialiste (FLNKS), sans toutefois le Parti de libération kanak (Palika) et donc limité aux trois autres composantes - l'Union calédonienne (UC), l'Union progressiste en Mélanésie (UPM) et le Rassemblement démocratique océanien (RDO) -, a désigné ses candidats :
- Charles Pidjot, président de l'UC depuis 2007, ancien élu à l'Assemblée de la Province Sud et au Congrès de 1999 à 2004, signataire de l'accord de Nouméa, neveu de l'ancien député et président de l'UC Rock Pidjot.
- Victor Tutugoro, porte-parole de l'UPM depuis 1997, élu UNI à l'Assemblée de la Province Nord depuis 2004 (il en est le 2e vice-président de 2004 à 2009 et depuis 2011), ancien élu du Congrès de 2004 à 2009, ancien porte-parole et coordinateur du bureau politique du FLNKS de 2001 à 2010.

Les suppléants sont :
- Yvonne Hnada, conseillère municipale UC de Lifou depuis 2001, ancienne élue de l'Assemblée de la Province des îles Loyauté de 2004 à 2009, ancienne membre FI-PSC du Conseil de gouvernement de Nouvelle-Calédonie (présidé par Jean-Marie Tjibaou) chargée du Travail et des Affaires sociales, ainsi que des Relations avec la Caisse de compensation des prestations familiales et des accidents du travail (CAFAT), l'Office des anciens combattants et la Commission d'orientation et de reclassement des handicapés (CORH) de 1982 à 1984, suppléante de Charles Pidjot.
- Aloïsio Sako, président fondateur du RDO depuis 1994, faipule/pelêsitâ (grand-chef coutumier) des ressortissants wallisiens du district de Hihifo en Nouvelle-Calédonie depuis 2004, ancien élu à l'Assemblée de la Province Sud et au Congrès de 1999 à 2004, suppléant de Victor Tutugoro.

### Palika
Le 2 septembre 2011, veille de la tenue du bureau élargi du FLNKS, le Palika fait savoir qu'il ne compte pas participer à une candidature commune du front indépendantiste et ainsi faire cavalier seul. Cette situation est officiellement confirmée le 6 septembre, après l'échec d'ultimes négociations en vue d'une union. Le parti de Paul Néaoutyine ne présente toutefois qu'un seul candidat :
- Adolphe Digoué, ancien maire de Yaté de 2001 à 2008, ancienne tête de liste de l'Union nationale pour l'indépendance (UNI) aux élections provinciales du 9 mai 2004, ancien élu au Congrès de 1985 à 1988 et de 1989 à 1995, 2e vice-président du Conseil de la Région Centre de 1985 à 1988 et élu de l'Assemblée de la Province Sud de 1989 à 1995.

Le suppléant est :
- Joseph Goromido, maire de Koné depuis 2001, élu au Congrès et à l'Assemblée de la Province Nord depuis 2004.

### Cap21 - Les Verts Pacifique
Didier Baron, secrétaire général des Verts Pacifique depuis leur création en 1999 et responsable de Cap21 en Nouvelle-Calédonie depuis 2007, présente sa candidature le 16 septembre 2011.
La suppléante est Sophie Chabaud (enseignante spécialisée).

### Société civile
Deux candidats issus de la société civile se sont présentés : 
- Philippe Rouvray, notaire à Païta (Province Sud),
- Alain Lebreton, expert maritime, président de la ligue calédonienne de judo.

## Résultats
| Candidat et parti politique | Candidat et parti politique | Candidat et parti politique | Premier tour | Premier tour | Second tour | Second tour |
| Candidat et parti politique | Candidat et parti politique | Candidat et parti politique | Voix         | %            | Voix        | %           |
| --------------------------- | --------------------------- | --------------------------- | ------------ | ------------ | ----------- | ----------- |
|                             | Hilarion Vendégou           | R-UMP                       | 232          | 46,31        | 238         | 47,50       |
|                             | Pierre Frogier              | R-UMP                       | 230          | 45,91        | 240         | 47,90       |
|                             | Victor Tutugoro             | UPM                         | 121          | 24,15        | 91          | 18,16       |
|                             | Charles Pidjot              | UC                          | 117          | 23,35        | 112         | 22,36       |
|                             | Adolphe Digoué              | Palika                      | 77           | 15,37        | 80          | 15,97       |
|                             | Philippe Dunoyer            | CE                          | 72           | 14,37        | 68          | 13,57       |
|                             | Gérard Poadja               | CE                          | 67           | 13,37        | 63          | 12,57       |
|                             | Didier Baron                | Cap21                       | 2            | 0,40         |             |             |
|                             | Philippe Rouvray            | DIV                         | 1            | 0,20         |             |             |
|                             | Alain Lebreton              | DIV                         | 1            | 0,20         |             |             |
|                             |                             |                             |              |              |             |             |
| Inscrits                    | Inscrits                    | Inscrits                    | 524          | 100,00       | 524         | 100,00      |
| Abstentions                 | Abstentions                 | Abstentions                 | 3            | 0,57         | 5           | 0,95        |
| Votants                     | Votants                     | Votants                     | 521          | 99,43        | 519         | 99,05       |
| Blancs et nuls              | Blancs et nuls              | Blancs et nuls              | 20           | 3,82         | 18          | 3,44        |
| Exprimés                    | Exprimés                    | Exprimés                    | 501          | 95,61        | 501         | 95,61       |